# Synagogi w Krakowie

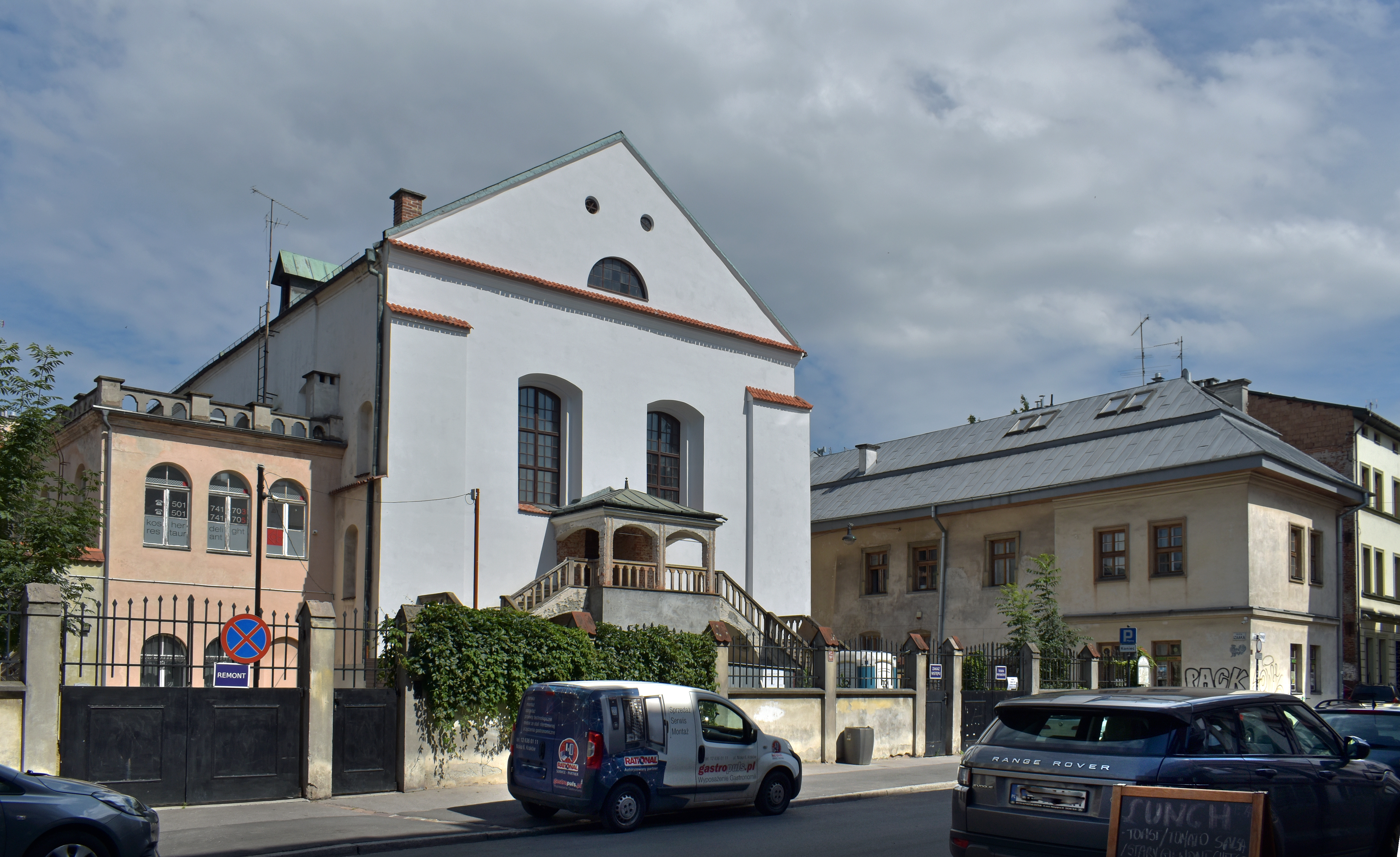
Synagogi przy ul. Kupa.
Od lewej: Mizrachi, Izaaka, Szir.

W Krakowie przed II wojną światową funkcjonowało co najmniej 90 synagog i domów modlitwy, z czego dzisiaj czynne są 2, ale tylko w synagodze Remu regularnie odbywają się nabożeństwa.

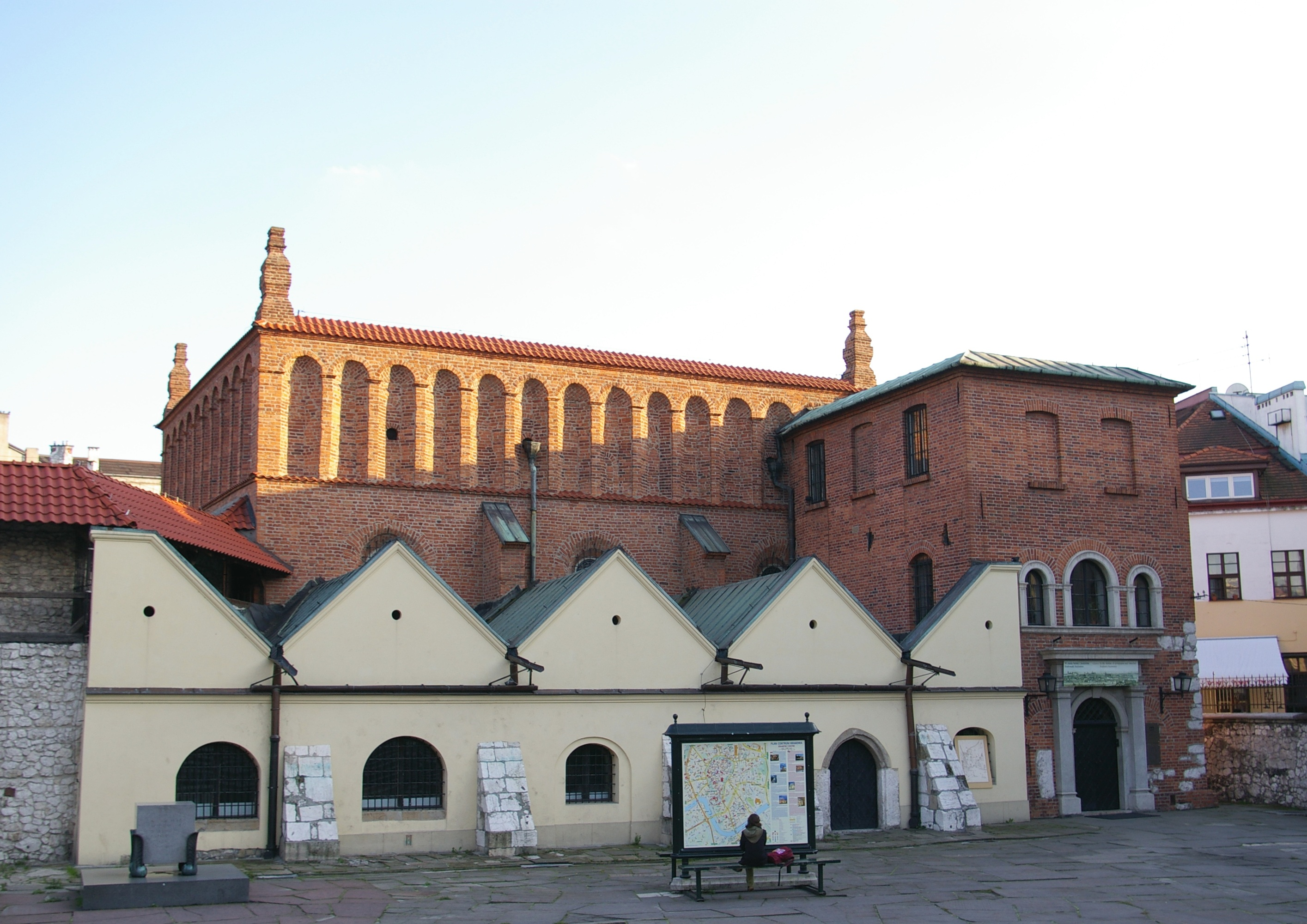
Synagoga Stara

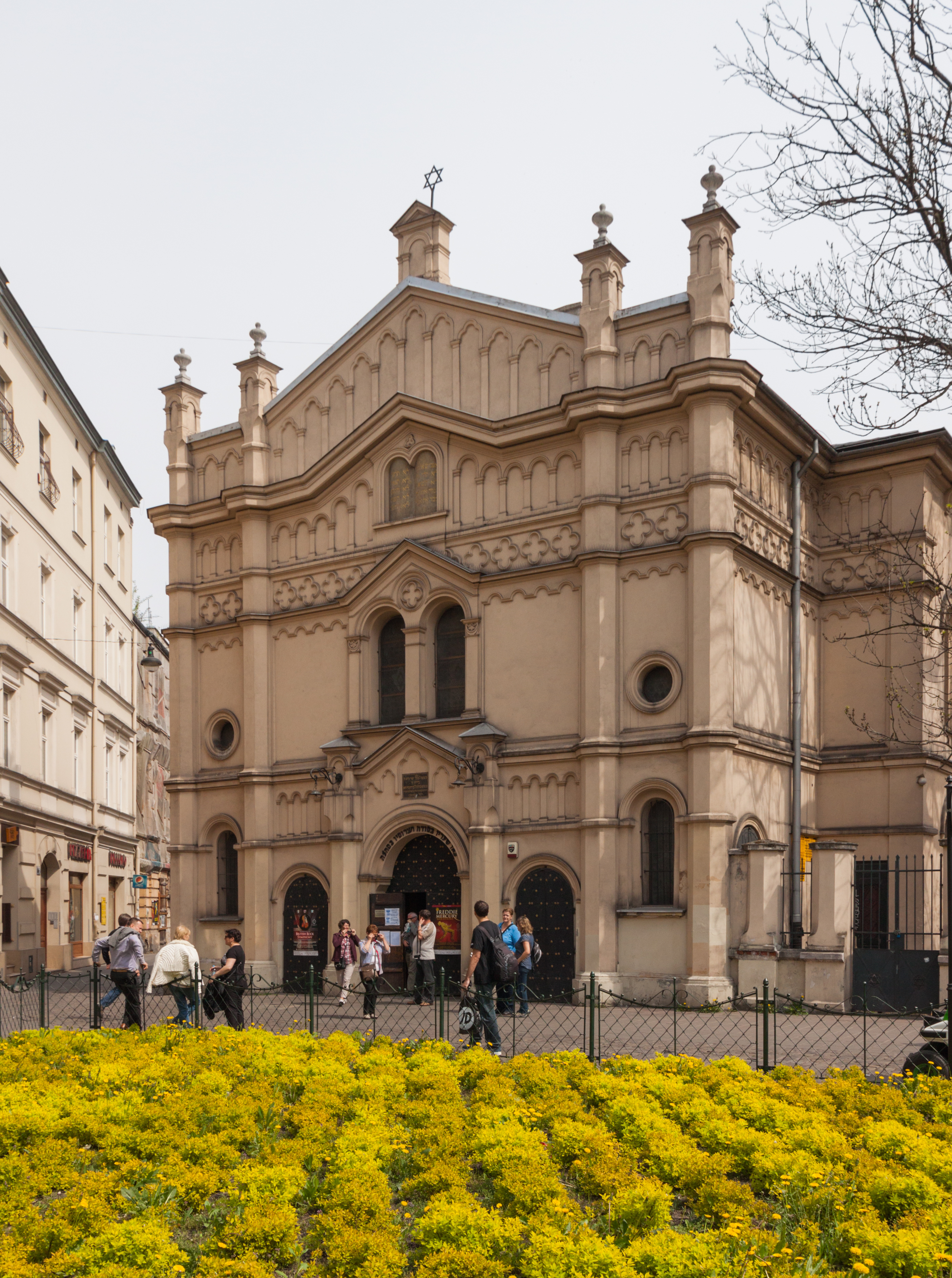
Synagoga Tempel

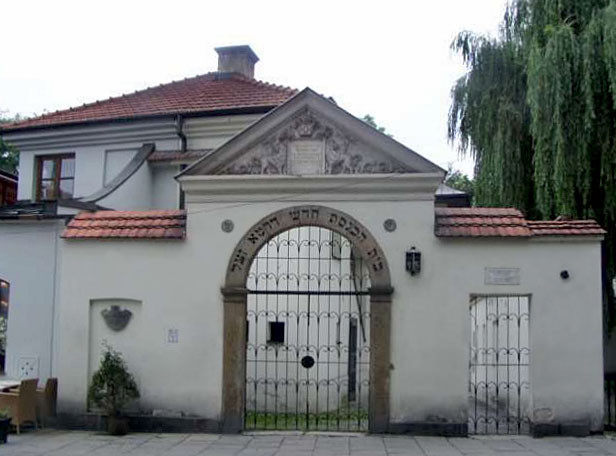
Synagoga Remuh

Najbardziej znane synagogi w Krakowie: 
- Synagoga Stara przy ulicy Szerokiej 24,
- Synagoga Wysoka przy ulicy Józefa 38
- Synagoga Remu przy ulicy Szerokiej 40,
- Synagoga Wolfa Poppera przy ulicy Szerokiej 16,
- Synagoga Kupa przy ulicy Miodowej 27,
- Synagoga Izaaka Jakubowicza przy ulicy Kupa 18,
- Synagoga Tempel przy ulicy Miodowej 24[1].

Inne mniejsze tworzą unikatowy w Europie zespół synagogalny, który można jedynie porównać z synagogami w Pradze. Synagogi wraz z całym Kazimierzem w 1978 roku wpisano na pierwszą listę światowego dziedzictwa kultury UNESCO.
Synagogi reprezentują większość stylów architektonicznych, od gotyku, renesansu, baroku, historyzmu aż po wczesny modernizm.

## Geneza powstania
Przed 1939r. Kazimierz był centrum zamieszkania żydów w Krakowie. Istniało tam już wtedy około 90 domów modlitwy (najstarsza z nich to Stara Synagoga, która została wybudowana na przełomie XV i XVI wieku), a odłamy religii były znacznie zróżnicowane. Społeczność żydowska liczyła od 60 000 do nawet 80 000 osób czyli 1/3 populacji miasta. Po rozpoczęciu wojny większość synagog uległa zniszczeniu lub została wykorzystana jako magazyny amunicji przez nazistów. Populacja wyznawców także uległa zmianie, bo spadła do nawet 600 osób pod koniec lat 70 XX wieku.

## Pierwsze synagogi w Krakowie
Najstarszą synagogą w Krakowie jest Stara Synagoga, która powstała na przełomie XV i XVI wieku, podczas przenoszenia się żydów na teren Kazimierza. Spłonęła ona w 1557r. a następnie została ponownie odbudowana w 1570r. za zgodą króla Zygmunta Augusta. 

## Czynne synagogi
- Synagoga Remu
- Synagoga Tempel w Krakowie

## Synagogi nieczynne
- Synagoga Stara w Krakowie
- Synagoga Izaaka Jakubowicza w Krakowie
- Synagoga Poppera w Krakowie
- Synagoga Wysoka w Krakowie
- Synagoga Kupa w Krakowie

## Synagogi nieistniejące
- Synagoga Garncarska w Krakowie
- Nowa Synagoga Sławkowska
- Stara Synagoga Sławkowska

## Indeks

### A
Ulica św. Agnieszki
- Synagoga Stowarzyszenia Modłów i Dobroczynności im. Michała Hirscha Cypresa w Krakowie
- Synagoga Stowarzyszenia Izraela Meiselsa w Krakowie

Ulica św. Anny
- Synagoga Garncarska w Krakowie

Ulica Augustiańska
- Synagoga Beit Szlomo w Krakowie
- Synagoga chasydów z Radomska w Krakowie
- Synagoga Tiferes Israel w Krakowie

### B
Ulica Bocheńska
- Synagoga Szejrit Bne Emuna w Krakowie

Ulica Bonifraterska
- Synagoga w Krakowie (ul. Bonifraterska 1)

Ulica Brzozowa
- Synagoga Anszei Chail w Krakowie
- Synagoga Salomona Deichesa w Krakowie
- Synagoga Planczner w Krakowie

### C
Ulica Celna
- Synagoga Rabina Skawińskiego w Krakowie

Ulica Ciemna
- Synagoga chasydów z Radomska w Krakowie
- Synagoga Chewra Sandlers w Krakowie

### D
Ulica Dietla
- Synagoga w Krakowie (ul. Dietla 107)
- Synagoga w Krakowie (ul. Dietla 19)
- Synagoga Chajotim w Krakowie
- Synagoga Damasza w Krakowie
- Synagoga chasydów z Działoszyc w Krakowie
- Synagoga chasydów z Piaseczna w Krakowie

Ulica Długa
- Synagoga Dorsze Szalom w Krakowie
- Synagoga Grosmanna w Krakowie

### E
Ulica Estery
- Synagoga chasydów z Czortkowa w Krakowie
- Synagoga chasydów z Dzikowa w Krakowie
- Synagoga chasydów z Góry Kalwarii w Krakowie
- Synagoga chasydów z Bobowej w Krakowie
- Synagoga Talmud Tora w Krakowie
- Synagoga Chaima Halberstama w Krakowie

### G
Ulica św. Gertrudy
- Synagoga Lejw Tojw w Krakowie

Ulica Grodzka
- Synagoga Mordechaja Tignera w Krakowie

### I
Ulica Izaaka
- Synagoga Chewra Szijur w Krakowie
- Synagoga Majera Dajonsa w Krakowie
- Synagoga Stowarzyszenia Bóżniczego Szir w Krakowie

### J
Ulica Jakuba
- Synagoga Mosi Hamite w Krakowie
- Synagoga Anszei Emes w Krakowie

Ulica Józefa
- Synagoga Ahawat Tora w Krakowie
- Synagoga Aufim w Krakowie
- Synagoga chasydów ze Stropkova w Krakowie
- Synagoga Chewra Kadisza w Krakowie
- Synagoga Chewra Ner Tamid w Krakowie
- Synagoga Etz Chaim w Krakowie
- Synagoga Kowea Itim le-Tora w Krakowie
- Synagoga Kromolów w Krakowie
- Synagoga Krymałowska w Krakowie
- Synagoga Machsike Jesziwa Keter Tora w Krakowie
- Synagoga Reb Arons Klaus w Krakowie
- Synagoga Stowarzyszenia Modlitwy i Dobroczynności Chasydów Radomskich w Krakowie
- Synagoga Żarki w Krakowie

### K
Ulica Kalwaryjska
- Synagoga Chewra Thilim w Krakowie
- Synagoga Nose Hamitah w Krakowie
- Synagoga Rabina z Zielina w Krakowie
- Synagoga Gmilus Chasudim i Menachem Awelim w Krakowie

Ulica Katarzyny
- Synagoga chasydów z Husiatynia w Krakowie

Ulica Kościuszki
- Synagoga w Krakowie (ul. Kościuszki 27)

Ulica Krakowska
- Synagoga Bojaner w Krakowie
- Synagoga Bojaner w Krakowie
- Synagoga Chewra Sandlers w Krakowie
- Synagoga Gmilus Chasudim Talmud Tora w Krakowie
- Synagoga Joller w Krakowie
- Synagoga Berischa Meiselsa w Krakowie
- Synagoga Leiba Sussera w Krakowie
- Synagoga Tomchej Orajse w Krakowie

Ulica Krakusa
- Synagoga Rabinacka w Krakowie

Ulica Kupa
- Synagoga Mizrachi w Krakowie
- Synagoga Ner Tamid w Krakowie

### L
Ulica Lelewela
- Synagoga Bnei Jeszurim w Krakowie

Ulica Limanowskiego
- Synagoga Bikur Cholim w Krakowie

### M
Plac Matejki
- Synagoga Adas Jeszurun w Krakowie
- Synagoga w Krakowie (pl. Matejki 4)

Ulica Mazowiecka
- Synagoga w Krakowie (ul. Mazowiecka)

Ulica Meiselsa
- Synagoga chasydów z Aleksandrowa w Krakowie
- Synagoga Bne Emuna w Krakowie
- Synagoga Chewra Thilim w Krakowie
- Synagoga Lykower w Krakowie
- Synagoga Tycziner w Krakowie

Ulica Miodowa
- Synagoga Assiriri w Krakowie
- Synagoga Beit Israel w Krakowie
- Synagoga chasydów z Cieszanowa w Krakowie
- Synagoga Temichas Narej Bnej Israel w Krakowie

Ulica Mostowa
- Synagoga Chany i Abrahama Lednitzerów w Krakowie
- Synagoga Nosei Massu Haszejno w Krakowie
- Synagoga w Krakowie (ul. Mostowa 4)

### N
Ulica Na Przejściu
- Synagoga Na Górce w Krakowie

Plac Nowy
- Synagoga Chaduzim w Krakowie
- Synagoga Chowewe Tora w Krakowie

### P
Ulica Podbrzezie
- Synagoga Aszera Horowitza w Krakowie
- Synagoga Mcyjrim Imizgagim jad Charucium w Krakowie
- Synagoga Chaima Reichenberga w Krakowie
- Synagoga Rosenbauma w Krakowie

Ulica Podgórze
- Synagoga Schornsteina w Krakowie

Ulica Prądnik Czerwony
- Synagoga Landesdorfera w Krakowie

### R
Ulica Rakowicka
- Synagoga Beit Jehuda w Krakowie
- Synagoga w Krakowie (ul. Rakowicka 19)

Ulica Rękawka
- Synagoga Anszei Chail w Krakowie

Rynek Podgórski
- Synagoga Benziona Halberstama w Krakowie

Rynek Dębnicki
- Synagoga Jedność Izraela w Krakowie

### S
Ulica Skałeczna
- Synagoga Bach w Krakowie

Ulica Skawińska
- Synagoga w Krakowie (ul. Skawińska 2)
- Synagoga w Szpitalu Żydowskim w Krakowie

Ulica Starowiślna
- Synagoga Agudas Achim w Krakowie

Ulica Stroma
- Synagoga Bikur Cholim w Krakowie

Ulica Szeroka
- Synagoga Gmilus Chasidim Debais Hakneses w Krakowie
- Synagoga Szaula Landaua w Krakowie
- Synagoga Mekarwin Latora w Krakowie
- Synagoga Reichenberga w Krakowie
- Synagoga Szezarim w Krakowie
- Synagoga Szomrim Laboker w Krakowie
- Synagoga Szywe Kryjem w Krakowie
- Synagoga Ner Tamid w Krakowie
- Synagoga Ner Tamid w Krakowie

Ulica Szewska
- Synagoga chasydów z Bobowej w Krakowie

Ulica Szlak
- Synagoga Jeszai Merkaza w Krakowie

Ulica Szpitalna
- Synagoga Ahawat Raim w Krakowie

### T
Ulica Tatarska
- Synagoga Bnei Jeszurim w Krakowie

Ulica Trynitarska
- Synagoga w Krakowie (ul. Trynitarska 18)

Ulica Twardowskiego
- Synagoga Anszei Emes w Krakowie (ul. Twardowsiego 15)

### W
Ulica Warszauera
- Synagoga Ner Tamid w Krakowie
- Synagoga Zauwche Zywche Cedek w Krakowie

Ulica św. Wawrzyńca
- Synagoga Ahawat Szalom w Krakowie

Ulica Węgierska
- Synagoga Bnei Emuna w Krakowie
- Synagoga Bnei Chinim w Krakowie
- Synagoga Zuckera w Krakowie
- Synagoga chasydów z Góry Kalwarii w Krakowie
- Synagoga chasydów w Krakowie
- Synagoga Benziona Halberstama w Krakowie

Ulica Węgłowa
- Synagoga chasydów z Bełza w Krakowie

Plac Wolnica
- Synagoga chasydów z Husiatynia w Krakowie

### Z
Ulica Zwierzyniec
- Synagoga Cendeszim w Krakowie